# لازاروس كايمبي
لازاروس كايمبي Lazarus Kaimbi (بالإنجليزية: Lazarus Kaimbi)، من مواليد 12 أغسطس 1988، لاعب كرة قدم ناميبي.
بدأ مسيرته الكروية مع نادي رامبلرز، وفي عام 2006 انتقل إلى نادي جومو كوزموس الجنوب أفريقي.
و هو يلعب مع منتخب ناميبيا لكرة القدم.

## روابط خارجية
- لازاروس كايمبي على موقع قاعدة بيانات كرة القدم.إي يو (الإنجليزية)
- لازاروس كايمبي على موقع ناشيونال فوتبول تيمز (الإنجليزية)
- لازاروس كايمبي على موقع Soccerway.com (الإنجليزية)
- لازاروس كايمبي على موقع عالم كرة القدم.نت (الإنجليزية)
- لازاروس كايمبي على موقع كووورة